# دریاچه لنس
دریاچه لنس (به آلمانی: Lanser See)  دریاچه‌ای در دامنه‌ی کوه  در  ۱ کیلومتری روستای لنس و ۴ کیلومتری شهر اینسبروک قرار دارد .  در زمستان به خاطر سرمای هوا آب دریاچه یخ می‌زند و گردشگران از آن به عنوان اسکیت رو یخ استفاده می‌کنند . در تابستان‌ها دریاچه لنس اتراق‌گاهی برای مردم اینسبروک و روستاهای اطراف است ، برهنگی در اطراف این دریاچه آزاد است . 